# Mită

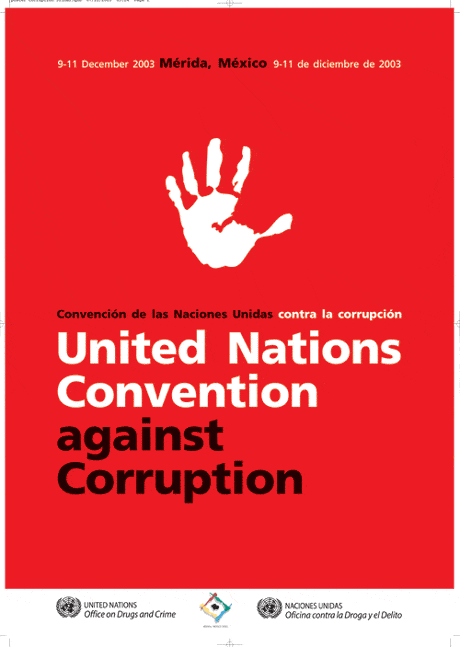
Convenția Națiunilor Unite împotriva corupției

Mita reprezintă o sumă de bani sau orice alte obiecte oferite ori promise unei persoane, cu scopul de a o determina să-și încalce obligațiile de serviciu sau să le îndeplinească în conformitate cu dorințele ilegale ale unui individ. Mita poate fi întâlnită și sub denumirile de șperț, șpagă sau poate fi redată prin expresii de tipul a unge osia etc.
În cadrul acțiunii de mituire pot fi identificate două părți: una care dă mită, ceea ce constituie darea de mită, și una care primește mită, aceasta din urmă putând fi acuzată de luare de mită.

## Luare de mită
Prin luarea de mită se înțelege fapta unei persone angajată ca funcționar într-una din instituțiile publice a unui stat, prin care aceasta cere sau primește bani sau alte foloase, promisiuni pentru a duce la îndeplinire (sau pentru a întârzia) activitatea care îi revine prin funcția pe care o îndeplinește.
Conform codului penal: "Art. 289 Luarea de mită (1) Fapta funcționarului public care, direct ori indirect, pentru sine sau pentru altul, pretinde ori primește bani sau alte foloase care nu i se cuvin ori acceptă promisiunea unor astfel de foloase, în legătură cu îndeplinirea, neîndeplinirea, urgentarea ori întârzierea îndeplinirii unui act ce intră în îndatoririle sale de serviciu sau în legătură cu îndeplinirea unui act contrar acestor îndatoriri, se pedepsește cu închisoare de la 3 la 10 ani și interzicerea exercitării dreptului de a ocupa o funcție publică ori de a exercita profesia sau activitatea în executarea căreia a săvârșit fapta.(2) Fapta prevăzută în alin. (1), săvârșită de una dintre persoanele prevăzute în art. 175 alin. (2), constituie infracțiune numai când este comisă în legătură cu neîndeplinirea, întârzierea îndeplinirii unui act privitor la îndatoririle sale legale sau în legătură cu efectuarea unui act contrar acestor îndatoriri.(3) Banii, valorile sau orice alte bunuri primite sunt supuse confiscării, iar când acestea nu se mai găsesc, se dispune confiscarea prin echivalent."
Luarea de mită nu trebuie confundată cu: primirea unui bacșiș, un abuz, neglijență, incompetență sau eroare în luarea unei decizii (frecvent întâlnită mai ales în justiție).

## Dare de mită
Darea de mită constituie coruperea prin promisiunea, oferirea sau darea unor foloase materiale în modurile și scopurile arătate în articolul 290 din Codul penal, și anume: "Art. 290 Darea de mită (1) Promisiunea, oferirea sau darea de bani ori alte foloase, în condițiile arătate în art. 289, se pedepsește cu închisoarea de la 2 la 7 ani.(2) Fapta prevăzută în alin. (1) nu constituie infracțiune atunci când mituitorul a fost constrâns prin orice mijloace de către cel care a luat mita.(3) Mituitorul nu se pedepsește dacă denunță fapta mai înainte ca organul de urmărire penală să fi fost sesizat cu privire la aceasta.(4) Banii, valorile sau orice alte bunuri date se restituie persoanei care le-a dat, dacă acestea au fost date în cazul prevăzut în alin. (2) sau date după denunțul prevăzut în alin. (3). (5) Banii, valorile sau orice alte bunuri oferite sau date sunt supuse confiscării, iar când acestea nu se mai găsesc, se dispune confiscarea prin echivalent."